# Majok Tulba
Majok Tulba er en afrikansk forfatter og filminstruktør, der er født i Sydsudan.
Majok Tulba er bosiddende i Australien, som han flygtede til fra Sydsudan. Som barn oplevede han, hvordan sudanesiske oprørere ødelagde hans landsby og bortførte byens børn for at bruge dem som børnesoldater. Majok Tulba undgik at blive bortført, da han ikke var gammel nok. Hans debutroman, Beneath the Darkening Sky er et fiktionsværk, der fortæller historien om en dreng, der bliver bortført til et liv som børnesoldat.
Beneath the Darkening Sky blev i 2013 nomineret til The Dylan Thomas Prize.

## Bøger på dansk
- Under den mørke himmel (Beneath the Darkening Sky), 2013